# Montlhéry
Montlhéry és un municipi francès, situat al departament de l'Essonne i a la regió de Illa de França. L'any 2007 tenia 6.455 habitants.
Forma part del cantó de Longjumeau i del districte de Palaiseau. I des del 2016 de la Comunitat d'aglomeració París-Saclay.

## Demografia

### Població
El 2007 la població de fet de Montlhéry era de 6.455 persones. Hi havia 2.493 famílies, de les quals 752 eren unipersonals (323 homes vivint sols i 429 dones vivint soles), 658 parelles sense fills, 910 parelles amb fills i 173 famílies monoparentals amb fills.
La població ha evolucionat segons el següent gràfic:
Habitants censats

### Habitatges
El 2007 hi havia 2.919 habitatges, 2.600 eren l'habitatge principal de la família, 51 eren segones residències i 268 estaven desocupats. 1.660 eren cases i 1.224 eren apartaments. Dels 2.600 habitatges principals, 1.687 estaven ocupats pels seus propietaris, 832 estaven llogats i ocupats pels llogaters i 81 estaven cedits a títol gratuït; 228 tenien una cambra, 408 en tenien dues, 451 en tenien tres, 482 en tenien quatre i 1.030 en tenien cinc o més. 1.861 habitatges disposaven pel capbaix d'una plaça de pàrquing. A 1.229 habitatges hi havia un automòbil i a 1.130 n'hi havia dos o més.

### Piràmide de població
La piràmide de població per edats i sexe el 2009 era:
| Homes | Edats   | Dones |
| ----- | ------- | ----- |
| 12    | 95 o +  | 4     |
| 8     | 90 a 94 | 20    |
| 32    | 85 a 89 | 44    |
| 8     | 80 a 84 | 24    |
| 68    | 75 a 79 | 76    |
| 44    | 70 a 74 | 64    |
| 96    | 65 a 69 | 96    |
| 124   | 60 a 64 | 92    |
| 168   | 55 a 59 | 152   |
| 236   | 50 a 54 | 248   |
| 248   | 45 a 49 | 248   |
| 236   | 40 a 44 | 248   |
| 192   | 35 a 39 | 236   |
| 192   | 30 a 34 | 176   |
| 268   | 25 a 29 | 244   |
| 224   | 20 a 24 | 192   |
| 204   | 15 a 19 | 200   |
| 172   | 10 a 14 | 200   |
| 164   | 5 a 9   | 168   |
| 120   | 0 a 4   | 144   |

## Economia
El 2007 la població en edat de treballar era de 4.434 persones, 3.402 eren actives i 1.032 eren inactives. De les 3.402 persones actives 3.187 estaven ocupades (1.714 homes i 1.473 dones) i 214 estaven aturades (111 homes i 103 dones). De les 1.032 persones inactives 329 estaven jubilades, 389 estaven estudiant i 314 estaven classificades com a «altres inactius».

### Ingressos
El 2009 a Montlhéry hi havia 2.753 unitats fiscals que integraven 6.815,5 persones, la mediana anual d'ingressos fiscals per persona era de 24.286 €.

### Activitats econòmiques
Dels 460 establiments que hi havia el 2007, 2 eren d'empreses extractives, 5 d'empreses alimentàries, 1 d'una empresa de fabricació d'elements pel transport, 13 d'empreses de fabricació d'altres productes industrials, 72 d'empreses de construcció, 114 d'empreses de comerç i reparació d'automòbils, 17 d'empreses de transport, 27 d'empreses d'hostatgeria i restauració, 17 d'empreses d'informació i comunicació, 23 d'empreses financeres, 31 d'empreses immobiliàries, 65 d'empreses de serveis, 43 d'entitats de l'administració pública i 30 d'empreses classificades com a «altres activitats de serveis».
Dels 143 establiments de servei als particulars que hi havia el 2009, 1 era una oficina d'administració d'Hisenda pública, 1 gendarmeria, 2 oficines de correu, 8 oficines bancàries, 1 funerària, 8 tallers de reparació d'automòbils i de material agrícola, 1 taller d'inspecció tècnica de vehicles, 2 establiments de lloguer de cotxes, 2 autoescoles, 12 paletes, 10 guixaires pintors, 7 fusteries, 17 lampisteries, 3 electricistes, 9 empreses de construcció, 8 perruqueries, 2 veterinaris, 1 agència de treball temporal, 23 restaurants, 19 agències immobiliàries, 2 tintoreries i 4 salons de bellesa.
Dels 31 establiments comercials que hi havia el 2009, 1 era un hipermercat, 1 un supermercat, 2 botiges de menys de 120 m², 3 fleques, 4 carnisseries, 1 una carnisseria, 1 una botiga de congelats, 3 llibreries, 3 botigues de roba, 2 botigues d'equipament de la llar, 1 una botiga d'equipament de la llar, 1 una sabateria, 2 botigues de mobles, 1 una botiga de mobles, 2 drogueries, 1 una perfumeria i 2 floristeries.
L'any 2000 a Montlhéry hi havia 6 explotacions agrícoles.

## Equipaments sanitaris i escolars
Els 2 equipaments sanitaris que hi havia el 2009 eren farmàcies.
El 2009 hi havia 1 escola maternal i 4 escoles elementals. Montlhéry disposava de 2 col·legis d'educació secundària amb 1.006 alumnes.

## Poblacions més properes
El següent diagrama mostra les poblacions més properes.